# Hrvatski islamski centar, Melbourne
Hrvatski islamski centar je islamski centar Hrvata islamske vjere u Australiji.  Nalazi se u australskoj saveznoj državi Victoriji, na adresi 36 Studley St Maidstone, Victoria.
Djeluje pri Hrvatskom domu, kao i društva Hrvatski oslobodilački pokret, Mladež HOP-a i Hrvatsko žensko društvo "Katarina Zrinski".

## Povijest

### Dolazak islamskih Hrvata u Australiju
Dio Hrvata islamske vjere, pripadnika hrvatskih oružanih snaga koji su uspjeli umaknuti progonima tijekom i poslije pada NDH, emigrirao je u Australiju. Ondje su osnovali ovaj Hrvatski islamski centar u Melborneu. Njihova islamska zajednica prva je u Melbourneu i australskoj pokrajini Victoriji. Zajednica ovih Hrvata starija je od one zajednice iz 1957., čiji su rad osnovali i pokrenuli muslimani iz arapskih zemalja, Indije, Jugoslavije i Turske.
Hrvatski su muslimani od prvih poslijeratnih godina aktivno djelovali u hrvatskoj zajednici u Melbourneu. Brojni su izbjegli i prognani domobljubni Hrvati iz domovine, odmah po dolasku u Australiju bili svjesni da se moraju organizirati. Držali su da im je sveta dužnost osnovati hrvatska društva radi pomoći inim izgnanim Hrvatima, boljeg snalaženja u novoj domovini. Rodobljubni i domoljubni ciljevi nisu zaboravljeni: bili su svjesni da će lakše udruženi i organizirani pomoći hrvatskom narodu i i raditi na tome da se opet uspostavi neovisna hrvatska država. Stoga su se okupili na 19. kolovoza 1951. sjednici u melburnskom predgrađu Carltonu u domu Drage Glovošeka. Ovo je bilo začetak Australskog hrvatskog družtva, jednog od nositelja osnivanja Hrvatskog islamskog centra. Nazočili su katolički i muslimanski Hrvati, a među njima i kasniji dužnosnici HIC-a: Ivica Kokić, Stjepan Despotović, Šefko Ališahović, Josip Hoić, Emil Rauch, Ludwig Rauch, Walter de Bono Novosel, Anton Moharić, Franjo Butorac, Hasan Muslimović, Slavo Tomljanović, dr Josip Moger, Ernest Despotović, Ernest Česek, Franjo Podolšak, dr Petar Marović, Branko Hohnjec i ini. 
Nova sjednica hrvatskih domoljuba održana je iste godine u kući jednog muslimanskog Hrvata, Kadre Aganovića. Od tada službeno djeluje Australsko hrvatsko družtvo (AHD) – Melbourne. 

### Osnivanje
Kad su Hrvati islamske vjeroispovijesti odlučili osnovati svoj islamski centar u Melbourneu, sazvali su sastanak predstavnika hrvatske zajednice iz Melbournea. Mehmed Koštić i Šefko Alisahović su namjeravali pokrenuti osnivanje ovog centra. Osnivanje ovog centra pomoglo je Australsko hrvatsko družtvo (AHD) koje je bilo član Victorian Captive Nationsa, Udruženja okupiranih naroda svijeta. Tajnik ovog društva za Melbourne, Josip Ćuk bio je zastupao i Hrvatski oslobodilački pokret i Hrvatski narod. Predložio je da se pomogne Mehmedu Koštiću i Šefku Ališahoviću osnovati Hrvatski islamski centar. Time je ovo je hrvatsko društvo bilo prvo hrvatsko društvo koje je prihvatilo Ćukov prijedlog. Inicijativa je krenula 1972. U centru je mesdžid s natpisom light mosque, soba za čaj i knjižnica. HIC pruža usluge kulturno-vjerske i socijalne naravi te obrazovne programe.
U kući Mehmeda Koštića u Kensingtonu, predgrađu Melbournea, održala se osnivačka sjednica ovog centra. Nazočili su, abecednim redom: Šefko Ališahović, Enver Begović, Josip Ćuk, Ahmet Hadžić, velecasni Josip Kašić, Ivica Kokić, Mehmed Koštić, Husein Plečić i Sulejman Secic. Na sjednici odmah su izabrani visoki predstavnici: predsjednik Ahmet Hadžić i tajnik Sulejman Secic. Tako je 1974. osnovan Hrvatski islamski centar, koji je bio prvi u Australiji, a drugi u svijetu, poslije Hrvatskoga islamskog centra u Torontu u Kanadi.
Šefko Alisaković i Mehmed Koštić poslije su bili u upravnom odboru AHD-a koje je odlučilo o izgradnji novog i većeg Hrvatskog doma.

### Kulturni rad
Australski su Hrvati 1960-ih vodili butiku da bi izborili pravo kod australske savezne Vlade da prizna hrvatsku narodnost i hrvatski jezik. Australsko hrvatsko družtvo je 1964. i 1965. godine preko Središnjeg odbora hrvatskih družtava Australije i njegovog tajnika Fabijana Lovokovića, prikupljao svjedodžbe, rodne listove, putovnice i ostale dokaze da bi dokazao to postojanje. Akcija je postigla razumijevanje australskog premijera Roberta Gordona Menziesa, a priznavanje je uslijedilo nešto poslije. 
Dio ove akcije bilo je što je AHD poduprlo osnivanje Instituta hrvatskog jezika. Australski su Hrvati islamske vjere odigrali svoju časnu ulogu u ovom pothvatu. U prostorijama Hrvatskog islamskog centra u Maidstoneu na 15. veljače 1979. godine, uz ugledne nazočne Artura Nalisa, Jozu Pavlovića, Jozu Ćuka, Ivana Ćorića i Nenada Zakariju.

## Vanjske poveznice
- Hrvatski islamski centar u Melbourneu Fotografije
- Islamic Finder - Croatian Mosque - 36 Studley Street , Maidstone, Victoria 3012, Australia
- Croatians - Entry - eMelbourne - The Encyclopedia of Melbourne Online